# Öchsner-Boote
Öchsner-boote GmbH & CO. KG ist ein auf die Entwicklung und Herstellung trailerbarer Kajütboote spezialisiertes, deutsches Familienunternehmen.

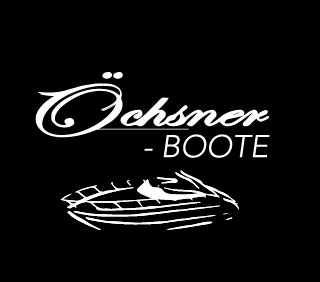
Öchsner-Boote Logo bis 2019

## Geschichte
Das Unternehmen wurde 1986 von Dieter Öchsner gegründet. Unter dem Namen Zur Guten Fahrt bot die Firma Motorboote, Trailer, Transportanhänger, Wartung und Service, Vercharterung und Bootstransporte an. Mit Florian Öchsner stieg 2000 die zweite Generation ins Unternehmen ein. Die Firma vergrößerte sich im Januar 2002 um 2000 m² für zusätzliche Ausstellungshallen und Stellplätze zur Überwinterung. 2008 wurde der Verkauf von fremden Bootsmarken eingestellt, um sich auf eigene Bootsentwicklungen zu konzentrieren. 2012 wurde der Betrieb in die Öchsner-boote GmbH & Co. KG überführt und Florian Öchsner leitet als Geschäftsführer das Unternehmen, sein Vater Dieter Öchsner konzentriert sich auf die  Neuentwicklung verschiedener Bootsmodelle. Zudem wurde die Öchsner-boote Verwaltungs-GmbH gegründet. 2018 wurde der Standort in der Brückentorstraße in Kürnach großflächig erweitert.

## Modelle
Anfangs wurden die einzelnen Bootsmodelle der Firma Öchsner-boote unter der Typenbezeichnung DRAGO vertrieben, da es aber bedeutende Unterschiede zwischen dem griechischen Bootsbauer DRAGO und Öchsner-Boote gibt, wurde den Serien die Bezeichnung Yachtline gegeben.

### Aktuelle Modelle
Unter dem Namen -Yachtline- sind trailerbare  Kajütboote von 5,95 m bis 10,23 m erhältlich.
| Modell                                                    | Typ                  | Gesamtlänge Angaben in Fuß gerundet   |
| --------------------------------------------------------- | -------------------- | ------------------------------------- |
| 20 -Yachtline-                                            | Motorboot, Kajütboot | 5,95 m (20 ft)                        |
| 23 -Yachtline- keine Fertigung mehr ab 2019               | Motorboot, Kajütboot | 7,29 m (24 ft)                        |
| SR25 -Yachtline-                                          | Motorboot, Kajütboot | 8,04 m (26 ft)                        |
| 27 -Yachtline- keine Fertigung mehr ab 2019               | Motorboot, Kajütboot | 7,95 m oder 8,23 m (26 ft oder 27 ft) |
| 29 -Yachtline-                                            | Motorboot, Kajütboot | 9,05 m (29 ft)                        |
| SR30 -Yachtline- 2019 ersetzt durch die SRX30 -Yachtline- | Motorboot, Kajütboot | 10,23 m (33 ft)                       |
| SRX30 -Yachtline- Modellpflege der SR30 -Yachtline-       | Motorboot, Kajütboot | 10,23 m (33 ft)                       |